# エラ・オール・キャンベル
エラ・オール・キャンベル（Ella Orr Campbell DNZM、1910年10月28日 - 2003年7月24日）は、ニュージーランドの植物学者である。

## 略歴
ダニーデンで生まれた。母親はオタゴ大学で薬学を学んだ女性で、おばにニュージーランドで女性として医師の資格を得た最初の4人の女性の一人がいる。母親たちの影響を受けて 、科学や植物学に興味を抱き、家族の友人の植物学者、ダルリンプル（Helen Kirkland Dalrymple）からも影響受けた。
1929年からダニーデン教育カレッジで2年間の教育コースに参加し、同時にオタゴ大学で学び、1930年に教師の資格を得るがオタゴ大学での植物学の履修を続けた。1934年に修士課程を卒業し、この時の研究は、1936年に"The embryo and stelar development of Histiopteris incisa"のタイトルで、ニュージーランド王立協会紀要に発表された。
卒業後、ワイタキ女学校で1年ほど教師を務めた後、ウェリントンのヴィクトリア大学で植物学の講師助手を務めた。翌年、オタゴ大学に戻り、ホロウェイ（John Ernest Holloway）のもとで1944年まで研究した。1945年にマッセイ農業大学（現マッセイ大学）の農学部の最初の女性スタッフとなり、植物形態学、植物解剖学を講義し、ヒマタンギ・ビーチ、カピティ島、トンガリロ国立公園のフィールド研究を推進した。ラン科の菌根の研究や、苔類の分類などの研究をした。1954年に出版された教科書、『農業植物学』の執筆者の一人となった。
1976年にオタゴ大学から博士号を得て、公式には引退したが、その後も研究を続けた。1976年にニュージーランド王立協会のフェローに選ばれ、1997年にニュージーランドのメリット勲章（Dame Companion of the New Zealand Order of Merit）を受勲した。